# Bayinnaung
Bayinnaung (birman ဘုရင့်နောင် API : /bəjɪ̰ɴ nàʊɴ/ lit. le frère aîné du roi ; en portugais Braginoco ; en thaï พระเจ้าบุเรงนอง Burinnaung ou Burengnong; 16 janvier 1516 – 10 octobre 1581 ) fut l'empereur e le troisième roi de la dynastie Taungû, dans l'actuelle Birmanie (règne de 1550 à 1581). Vénéré dans le pays, il est surtout connu pour avoir achevé son unification et conquis l'État Shan, ainsi qu'une partie de la Thaïlande et du Laos.

## Reconquête de la Birmanie (1550–1555)
Bayinnaung est le nom que lui avait donné son beau-frère, le roi Tabinshwehti (règne de 1530 à 1550), après la bataille de Naungyo. Après le meurtre de Tabinshwehti par des Môns de sa cour de Pégou en 1550, Bayinnaung eut fort à faire pour récupérer le royaume. Il reprit Taungû et Prome en 1551, Pégou, Martaban et Pathein en 1552, et finalement l'ancienne capitale Ava en 1555.

## Conquêtes extérieures

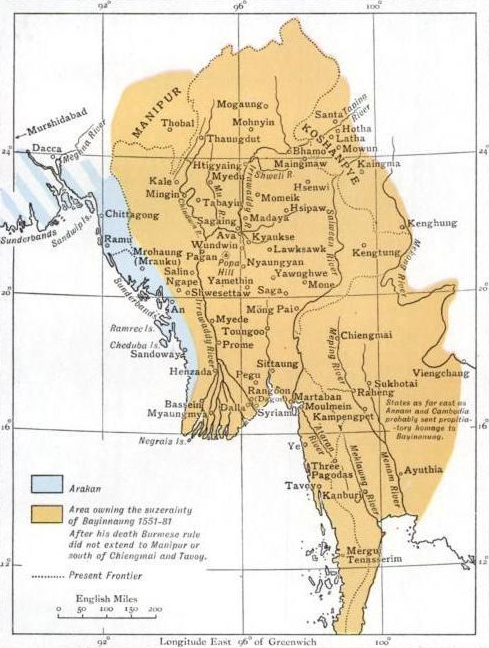
Extension du territoire birman sous Bayinnaung.

S'étant ainsi ressaisi de la Haute comme de la Basse-Birmanie, il lança une expédition contre les Shans du Nord-Ouest. Il s'empara de Mong Mit, Thibaw, Yawnghwe, Mong Yang et Mogaung en 1557.
L'année suivante, il marcha sur Mong Nai et Chiang Mai (Zin Mè), capitale du royaume de Lanna ; il s'empara des deux cités (1558). En 1563 il soumit l'État sino-thaï de Mong Mao.
La même année, il lança aussi une campagne contre le royaume d'Ayutthaya. Il rencontra une farouche résistance, mais réussit finalement à prendre sa capitale en 1569. Des milliers de captifs furent déportés en Birmanie et le Siam devint un État vassal du Royaume Taungû (il se libéra en 1584, sous Maha Tammaratchathirat Ier).
À la fin des années 1560, plusieurs voyageurs européens comme Cesar Fedrici et Gaspero Balbi visitèrent Pégou, et laissèrent des descriptions détaillées du royaume de Bayinnaung,
.

## Dernières années
Dans les années 1570, Bayinnaung attaqua le royaume de Lan Xang (Lin Zin, ou Million d'éléphants) dans le Laos actuel. Son roi Setthathirat et les habitants de la capitale Vientiane s'enfuirent dans la jungle où ils poursuivirent la lutte.
Bayinnaung les y poursuivit, mais le combat se transforma en guérilla, face à un ennemi insaisissable, et en l'absence de victoire décisive, Bayinnaung dut quitter le pays.
De retour au Lan Xang en 1574, il essaya de faire revenir les habitants à Vientiane pour reconstruire le royaume avec un souverain de son choix.
Il dut également lancer une expédition pour réaffirmer son contrôle sur l'État Shan de Mogaung en 1576.
Au moment de son décès en 1581 Bayinnaung était sur le point de lancer une attaque contre le royaume d'Arakan. Son fils Nandabayin lui succéda.

## Évocation dans les arts et la culture
- Bayinnaung est connu en Thaïlande grâce à une chanson populaire titrée Pu Chanah Sip Tit, signifiant "Conquérant des Dix Directions."
- Bayinnaung est le protagoniste de la campagne birmane dans l'extension Rise of the Rajas de Age of Empires II: The Age of Kings.